# Eşenler
Eşenler ist ein Dorf im Landkreis Beyağaç der türkischen Provinz Denizli.
Es liegt etwa 85 Kilometer südwestlich der Provinzhauptstadt Denizli, 8 Kilometer südöstlich von Beyağaç und hatte laut der letzten Volkszählung 587 Einwohner (Stand Ende Dezember 2010).